# Xestia bajoides
Xestia bajoides är en fjärilsart som beskrevs av Barnes och Benjamin 1929. Xestia bajoides ingår i släktet Xestia och familjen nattflyn. Inga underarter finns listade i Catalogue of Life.